# Medalha de Mérito Turístico
A Medalha de Mérito Turístico é uma condecoração civil portuguesa que se destina a distinguir pessoas singulares ou coletivas, nacionais ou estrangeiras, por serviços ou iniciativas relevantes para o Turismo nacional.
A Medalha foi criada em 1969,  tendo sido reformulada em 1982. É outorgada pelo Governo de Portugal, mediante despacho do Membro do Governo com a tutela sobre o setor do Turismo.

## Graus
A Medalha de Mérito Turístico compreende 3 graus:
- Medalha de Ouro;
- Medalha de Prata;
- Medalha de Bronze.

Existem ainda duas modalidades de Menções Honrosas:
- Menção Honrosa com placa de metal;
- Menção Honrosa com diploma.